# انقلاب كوسترين
انقلاب كوسترين، يُعرف أيضاً بـ انقلاب بوخركر، كان رد فعل على قمع المقاومة من قبل الحكومة الألمانية لاحتلال منطقة الرور الذي وقع بتاريخ 26 سبتمبر عام 1923.
أرادت مجموعات من الرايشزفير الأسود بقيادة برونو إرنست بوخروكر إسقاط حكومة الرايخ التي ترأسها المستشار جوستاف ستريسمان واستبدالها بجمهورية برلمانية ديمقراطية ذات نظام حكم ديكتاتوري وطني. وتمثل دافع آخر للانقلاب في قرار الرايشزفير (قوات الدفاع) حل تفاصيل أعمالهم، ما تسبب في فقدان العديد من أعضاء الرايشزفير الأسود لسبل معيشتهم.
حاولت مجموعاتهم احتلال كوسترين والتي احتضنت حامية عسكرية ولكن فشلوا يف ذلك بعدما ردعتهم وحدات من الرايشزفير. وقد ألقي القبض على بوخروكر وغيره من الضباط وحُكِم عليهم بارتكاب الخيانة العظمى ويترتب عليه عقوبة الحبس في قلعة أو سجن. إلَّا أنهُ سرعان ما أُفرِجَ عن معظم المتمردين ولم تتم معاقبتهم.
استطاع المتمردون السيطرة على كل من القلعة وحصن هانبرغ لفترة قصيرة من الزمن قبل استسلامهم لقوات الرايشزفير.